# Les Expériences érotiques de Frankenstein
Pour plus de détails, voir Fiche technique et Distribution.
Les Expériences érotiques de Frankenstein (La maldición de Frankenstein) est un film fantastique franco-hispano-portugais écrit et réalisé par Jesús Franco, sorti en 1973.

## Synopsis
Dans son laboratoire, le docteur Frankenstein, aidé de son assistant Morpho, achève l’œuvre de sa vie : la transplantation d'un nouveau cerveau dans sa créature, un géant à la force colossale, afin de la rendre intelligente et lui insuffler la parole. Mais elle est aussitôt kidnappée par Melissa, une femme-oiseau, et son serviteur dévoué Caronte. Dans la lutte, le docteur a été gravement blessé et Morpho a été tué. 
Melissa et Caronte ramènent le monstre au château de Cagliostro, un puissant sorcier qui a engendré la première, une oracle vampire et clairvoyante, à partir d'un œuf et de la semence. Cagliostro envisage d'utiliser la créature de Frankenstein afin qu'elle lui ramène de jeunes vierges pour satisfaire ses envies sexuelles. Mais il compte surtout le faire accoupler avec un autre monstre qu'il a lui-même crée, une femme parfaite constituée de morceaux de filles pures mortes pour qu'elle accouche ensuite d'un être suprême et supérieur. Ce dernier sera la clé de voûte de Panthos, une secte de morts-vivants que contrôle le sorcier nécromancien.
Pendant ce temps, Frankenstein décède de ses blessures malgré l'aide du docteur Seward. Lors de ses obsèques, ce dernier rencontre Vera, la fille du créateur. Alors qu'elle tente de poursuivre les travaux de son paternel dans son laboratoire, elle le réanime provisoirement grâce à un appareil sophistiqué appelé "le rayon de vie". Il lui annonce que sa création a été dérobée par les sbires du sorcier Cagliostro. Déterminée à la récupérer, elle se rend dans son château bien qu'étant consciente du danger. Elle est suivie du docteur Seward et de l'inspecteur Tanner. Ils vont tenter de faire échouer le plan machiavélique et macabre du terrible Cagliostro.

## Fiche technique
- Titre original : La maldición de Frankenstein
- Titre français : Les Expériences secrètes de Frankenstein ou La Fille du docteur Frankenstein ou La Malédiction de Frankenstein
- Réalisation et scénario : Jesús Franco (crédité sous le nom de « Jess Franco »)
- Montage : Roberto Fandiño
- Musique : Vladimir Cosma, Henri Tical et Vincent Geminiani
- Photographie : Raul Artigot
- Production : Robert de Nesle, Arturos Marcos et Victor de Costa
- Sociétés de production et distribution : Comptoir Français du Film Production (France), Fénix Films (Espagne), Interfilme (Portugal)
- Pays d'origine :  France,  Espagne,  Portugal
- Langue originale : anglais
- Format : couleur
- Genre : fantastique, horreur, érotique
- Durée : 74 minutes
- Dates de sortie : 
  -  France : 31 mai 1973

## Distribution
- Alberto Dalbes : docteur Seward
- Dennis Price : docteur Frankenstein
- Howard Vernon : Cagliostro
- Beatriz Savón : Vera Frankenstein
- Anne Libert : Melisa
- Fernando Bilbao : Monstruo
- Britt Nichols : Madame Orloff
- Luis Barboo: Caronte
- Daniel White (crédité comme Daniel Gerome) : Tanner
- Doris Thomas (créditée comme Doris  Tom) : Abigail
- Lina Romay : Esmeralda  (seulement dans la version espagnole nommée La maldición de Frankenstein)
- Jesús Franco (crédité comme J. Franco) : Morpho